# Jobst de Moravie
Jobst de Moravie (également nommé Jodok ; en allemand : Jobst von Mähren, en tchèque : Jošt Moravský), né en décembre 1351 et mort le 18 janvier 1411 à Brünn, issu de la maison de Luxembourg, fut margrave de Moravie de 1375 à sa mort. En 1388, il acquiert le duché de Luxembourg et la marche de Brandebourg par engagement de ses cousins le roi Venceslas et son frère cadet Sigismond de Luxembourg. Jobst est officiellement inféodé du Brandebourg et le titre de prince-électeur en 1397 ; en 1410, il est même élu roi des Romains mais il meurt peu de temps après.
Dans les luttes de pouvoir au sein du Saint-Empire vers la fin du Moyen-Âge, le margrave se révèle être un homme d'État sans scrupules qui change d'alliance et se rallie à des avis divergents.

## Biographie
Jobst est le fils du margrave Jean-Henri de Moravie (1322–1375), frère cadet de l'empereur Charles IV, et de sa deuxième épouse Marguerite († 1363), fille du duc Nicolas II d'Opava de la dynastie des Přemyslides. Jean-Henri avait reçu la Moravie par Charles en 1349 ; sous son règne, le margraviat est prospère. À la mort de leur père en 1375, Jobst hérite conjointement avec et ses frères cadets Procope et Jean Sobeslav d'un riche patrimoine. Il est toutefois le principal margrave (en latin : marchio et dominus Moravie), ce qui entraîna de conflit permanent entre les frères. Peu avant sa mort, Jean-Henri avait fondé avec le soutien de ses fils la chartreuse de Königsfeld près de Brno, le 13 août 1375.

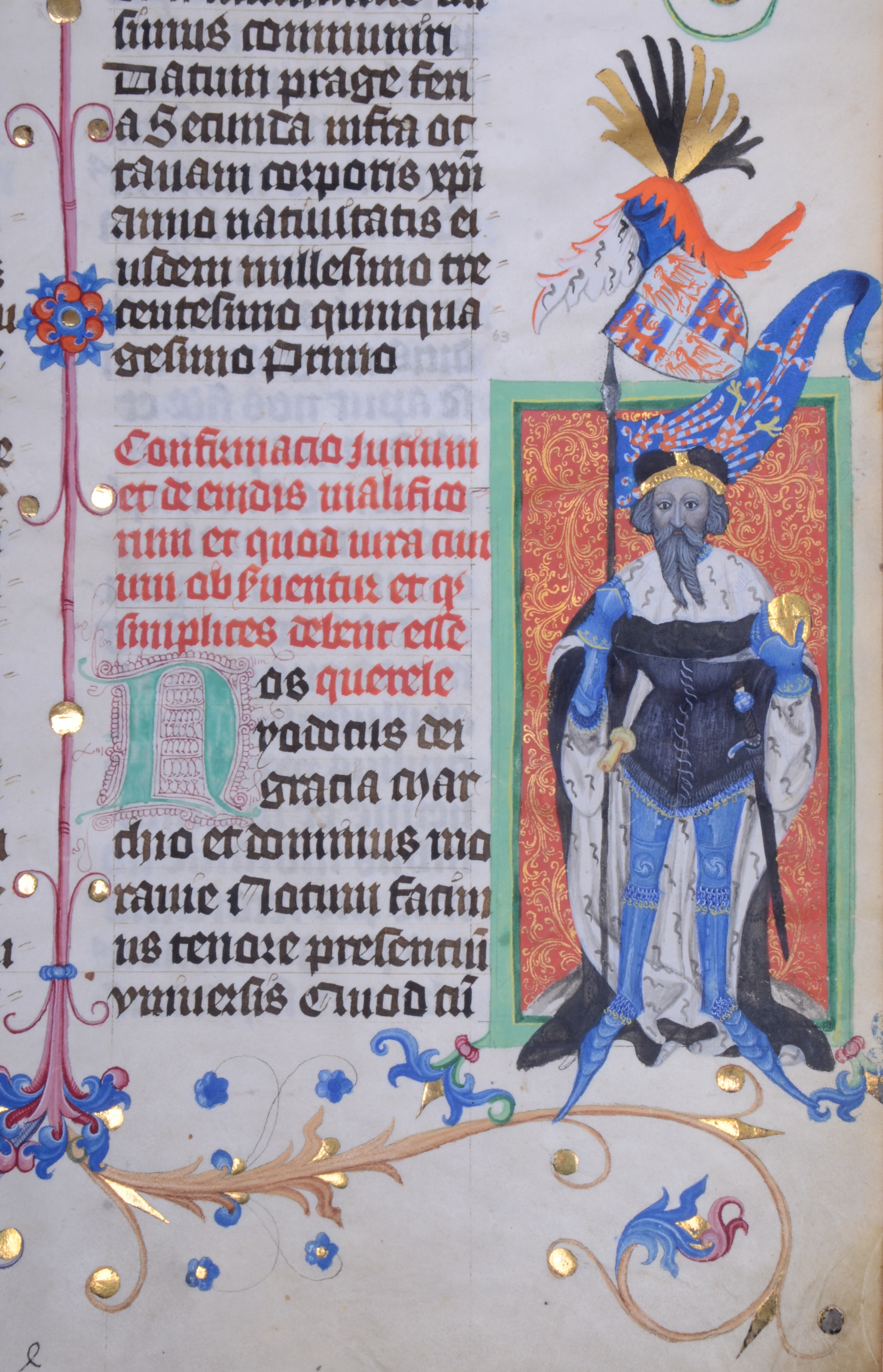
Jobst de Moravie, Codex Gelnhausen, XVe siècle

Le margrave a ainsi largement profité de sa force financière : en 1387, Jobst aide à d'asseoir son cousin Sigismond de Luxembourg sur le trône du royaume de Hongrie. L'année suivante, le 22 mai 1388, Sigismond lui met en gage la marche de Brandebourg pour la somme considérable de plus de 560 000 florins afin de couvrir les coûts de sa campagne en Hongrie ; peu après, les cousins  concluent un acte de succession  réciproque. En même temps, Jobst obtient, moyennant finances, le duché de Luxembourg, patrimoine de son oncle le duc Venceslas Ier († 1363), des mains de son cousin Venceslas de Bohême, le fils aîné de Charles IV, qui était élu son successeur ent tant que roi des Romains en 1376. Jobst est officiellement inféodé avec le Brandebourg par le roi Venceslas le 3 avril 1397.
Le meurtre de Jean Népomucène, vicaire général de l'archevêque de Prague, le 20 mars 1393, provoque la fronde de l' « union seigneuriale » groupée autour d'Henri III de Rosenberg et alimentée par Jobst de Moravie. Les insurgés arrêtent le roi Venceslas le 8 mai 1394 et nommé Jobst lieutenant général et « administrateur du royaume ». Le roi est emprisonné au château de Wilberg en Autriche et est libéré le 1er août grâce à l'intervention de son frère Jean de Goerlitz et de l'électeur Robert II du Palatinat. Venceslas ne respecte pas les conditions prévues pour sa libération et en avril 1395, il fait un temps emprisonner Jobst pour quelques semaines. Ce dernier, ayant des besoins financiers, cède en 1402 ses droits sur le Luxembourg à Louis d'Orléans, contre la somme de 100 000 ducats d'or et une rente viagère de 10 000 ducats. À la mort de l'engagiste Louis d'Orléans en 1407, Jobst récupère le Luxembourg.
Après la mort de l'anti-roi Robert Ier de Wittelsbach, il est élu roi de Germanie le 1er octobre, en compétition avec son cousin Sigismond déjà élu le 20 septembre de la même année. Ils sont sur le point de s'affronter, quand Jobst meurt le 18 janvier 1411.
À sa mort, la Moravie fait retour au royaume de Bohême; mais le margraviat de Brandebourg revient à Sigismond qui toujours impécunieux l'engage immédiatement aux Hohenzollerns, avant de leur céder définitivement en 1415. le duché de Luxembourg quant à lui est engagé à Élisabeth de Goerlitz.

## Unions
Jobst avait épousé en 1372 Élisabeth d'Opole (1360 † 1374), fille de Ladislas Piast, duc d'Opole, et d'Élisabeth Bassaraba, elle même fille de Nicolae Ier Alexandru. Ils n'ont pas d'enfant. Il épouse ensuite Agnès, tante de sa première épouse et fille de Bolko II d'Opole. Ce mariage reste également sans descendance.

## Culture populaire
Jobst de Moravie apparait dans le jeu vidéo Kingdom Come: Deliverance et sa suite où il devient le chef de la faction pro Venceslas.